# Castelo de Cashel
O Castelo de Cashel (em inglês Rock of Cashel), também conhecido como Cashel dos Reis, localiza-se em Cashel, no Condado de Tipperary, na Província de Munster, na República da Irlanda.

## História

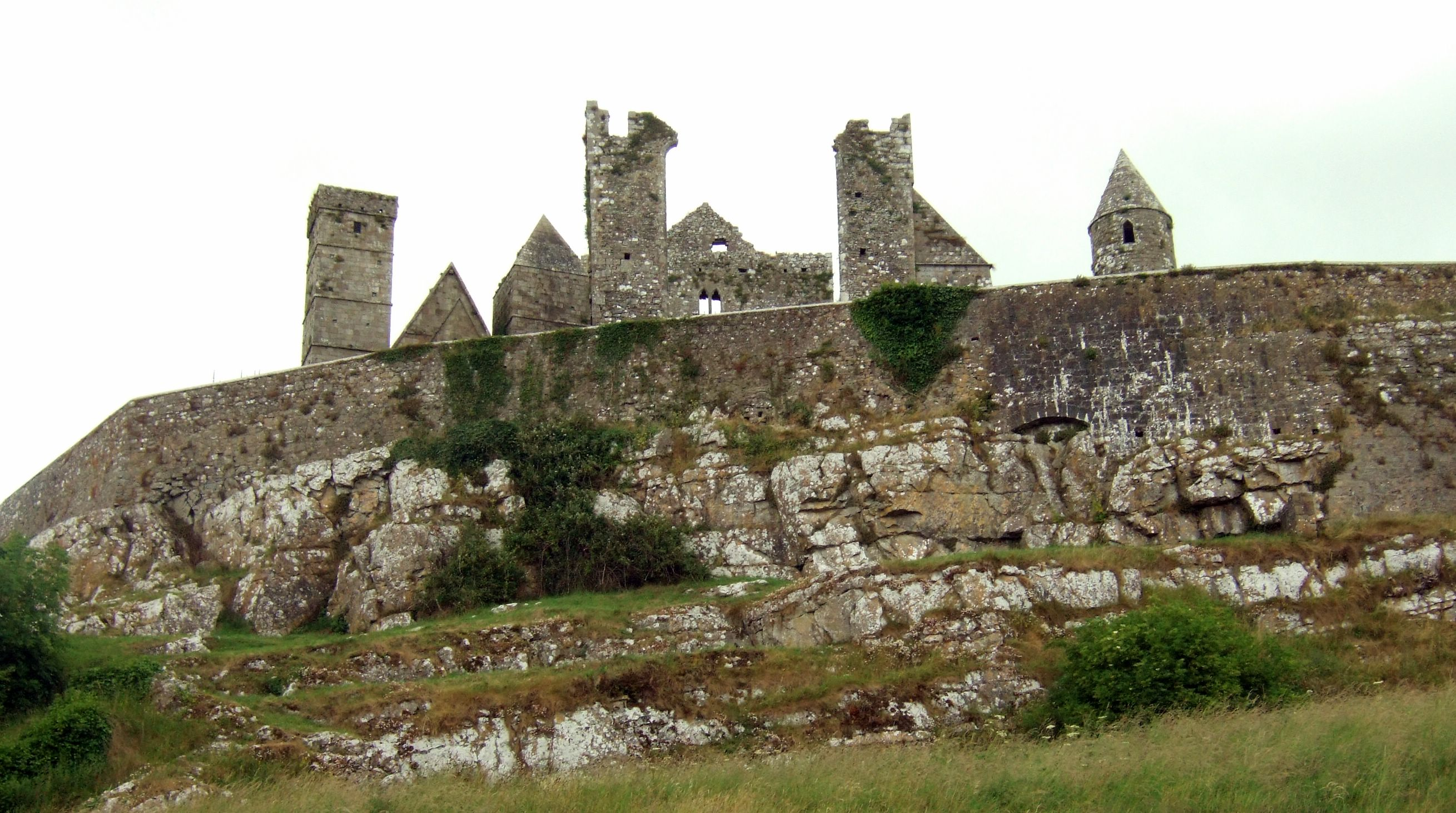
Castelo de Cashel, Irlanda.

Erguido sobre o rochedo de Cashel, serviu como base para os reis de Munster por centenas de anos até à Invasão Normanda, embora muito pouco das primitivas estruturas tenha sobrevivido até aos nossos dias. A maioria das edificações no atual sítio histórico, data dos séculos XII e XIII.
Cashel é conhecida por ser o local da conversão do rei de Munster por São Patrício, no século V.
Em 1647, durante as Guerras Confederadas Irlandesas, foi saqueado por tropas do Parlamento Inglês sob o comando de Murrough O'Brien, conde de Inchiquin. As tropas irlandesas foram aqui massacradas, assim como o clero católico, incluindo Theobald Stapleton. As tropas do conde de Inchiquin também pilharam ou destruíram muitos artefatos religiosos importantes.
Os edifícios que coroam o rochedo de Cashel apresentam uma massa e contorno de grande complexidade, competindo outros locais na Europa Ocidental. O complexo tem um caráter próprio, único, e constitui-se numa das coleções mais notáveis de Arte Céltica e de Arquitetura militar medieval encontrada na Europa.

## Características

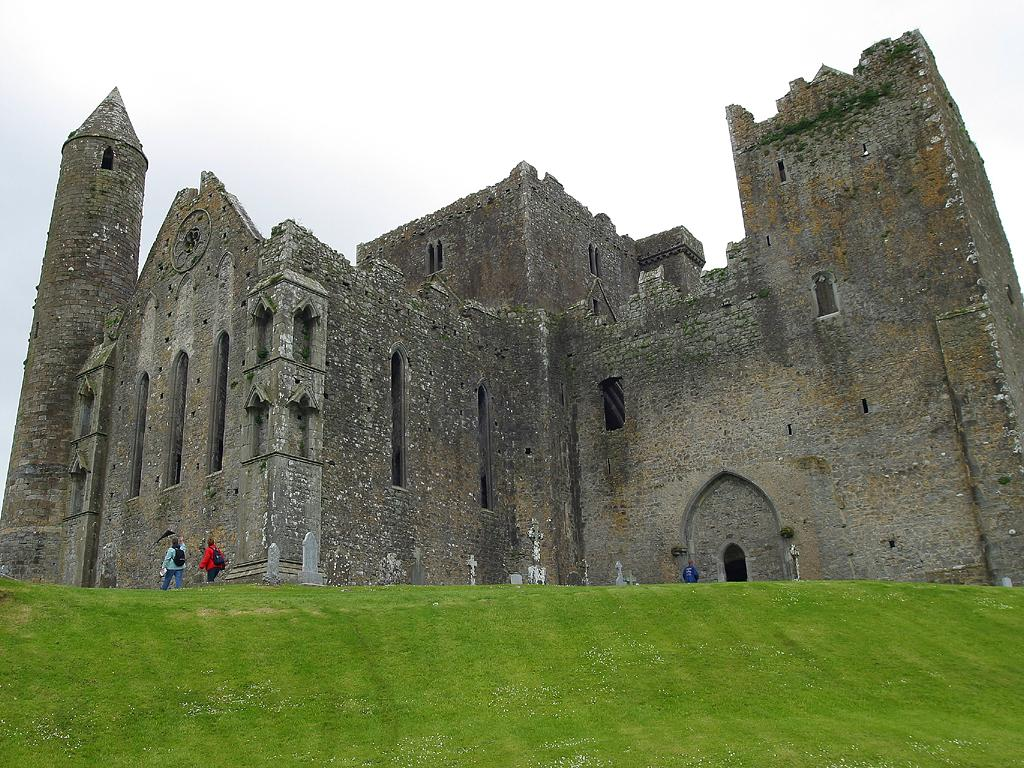
Castelo de Cashel, Irlanda: a torre circular e a catedral afirmam-se no topo do sítio.

O mais antigo e grandioso dos edifícios em Cashel é o da torre redonda, perfeitamente preservada, elevando-se a 28 metros de altura (90 pés), que data de c. 1100. A sua entrada é a 12 pés do chão, sugerindo que ocasionalmente foi usada como um refúgio.
A Capela do Rei Cormac, consagrada em 1134, é o edifício mais importante para o moderno visitante. Iniciada em 1127, é uma estrutura bastante sofisticada, ao contrário da maioria das igrejas românicas irlandesas, que apresentam planta simples com motivos de decoração isolados. Para a sua decoração, o Abade de Ratisbona enviou dois de seus carpinteiros para auxiliar no trabalho e as torres-gêmeas em ambos os lados da junção da nave e da capela-mor são fortemente alusivos à influência do paganismo germânico e seus motivos, de outro modo, desconhecidos na Irlanda.
A Catedral, construída entre 1235 e 1270, apresenta planta cruciforme, tendo uma torre central e terminando a Oeste num vasto castelo residencial. O Hall do Coral foi construído no século XV. Os membros do Coral eram leigos (por vezes religiosos com as ordens menores), designados para cantar nos serviços da catedral. Em Cashel havia originalmente oito membros no coral, posteriormente reduzidos a cinco. A restauração do Hall dos Vigários foi empreendida pelo Office of Public Works como um projeto em relação ao Ano da Herança Arquitetônica Européia (1975). Atualmente este é o edifício pelo qual os visitantes ingressam no conjunto.
Outras características notáveis do edifício incluem o seu interior e a arcada exterior, um telhado com barra em relevo, um tímpano esculpido sobre ambas as portas de entrada, a magnífica porta Norte e o arco da Capela-mor. Ele também contém um dos melhor preservados afrescos irlandeses desse período. O interior, estilo medieval, chama muita atenção pois esta enfeitado com armaduras. O cenario do interior do castelo foi utilizado como modelo em muitos filmes,séries e desenhos animados, como por exemplo Scooby-Doo.